# Centrum Sytuacyjne
Centrum Sytuacyjne (ang. Situation Center, SITCEN) lub Komórka Kryzysowa - departament działający w ramach Komórki Politycznej podlegającej Koordynatorowi ds. Zwalczania Terroryzmu, a nie Wysokiemu Przedstawicielowi Unii Europejskiej ds. WPZiB. Centrum powstało, wraz z nadrzędną Komórką Polityczną na mocy decyzji Rady UE 22 stycznia 2001 roku. 

## Organizacja Centrum
W skład Centrum Sytuacyjnego wchodzą członkowie Komórki Politycznej, Komitetu Wojskowego UE (EUMC) oraz przedstawiciel Komisji Europejskiej. Ponadto do SITCEN oddelegowywani są funkcjonariusze agencji wywiadowczych państw członkowskich Unii Europejskiej. Centrum współpracuje ściśle z Komitetem Wojskowym i Sztabem Wojskowym UE (EUMS).

## Kompetencje Centrum
Centrum Sytuacyjne zajmuje się zbieraniem informacji dotyczących potencjalnych i istniejących kryzysów i konfliktów międzynarodowych, przygotowywaniem analiz i dostarczaniem ich Komitetowi Politycznemu i Bezpieczeństwa (COPS) oraz Komitetowi Wojskowemu UE, a także Wysokiemu Przedstawicielowi ds. WPZiB. Według aktu założycielskiego tej instytucji, SITCEN obok ogólnie dostępnych informacji zbiera również dane wywiadowcze.